# نیکولا وگوندی
نیکولا وگوندی (فرانسوی: Nicolas Vogondy‎؛ زادهٔ ۸ اوت ۱۹۷۷) دوچرخه‌سوار اهل فرانسه است.
از باشگاه‌هایی که در آن رکاب زده‌است می‌توان به تیم دوچرخه‌سواری اف‌دی‌جی اشاره کرد.